# Crach
Crach (bret. Krac'h) – miejscowość i gmina we Francji, w regionie Bretania, w departamencie Morbihan.
Według danych na rok 1990 gminę zamieszkiwały 2762 osoby, a gęstość zaludnienia wynosiła 90 osób/km² (wśród 1269 gmin Bretanii Crach plasuje się na 209. miejscu pod względem liczby ludności, natomiast pod względem powierzchni na miejscu 265.).